# Campeonato Europeu de Corrida de Montanha de 2010
O 16º Campeonato Europeu de Corrida de Montanha de 2010 foi organizada pela Associação Europeia de Atletismo na cidade de Sapareva Banya na Bulgária no dia 4 de julho de 2010. Contou com a presença de 234 atletas em quatro categorias, tendo como destaque a Turquia com seis medalhas, sendo quatro de ouro.

## Resultados
Esses foram os resultados da competição.

### Sênior masculino
Individual 
| Posição           | Atleta             | País    | Tempo |
| ----------------- | ------------------ | ------- | ----- |
| Medalha de ouro   | Ahmet Arslan       | Turquia | 46.14 |
| Medalha de prata  | Martin Dematteis   | Itália  | 46.40 |
| Medalha de bronze | Marco De Gasperi   | Itália  | 47.19 |
| 4                 | Julien Rancon      | França  | 47.22 |
| 5                 | Gabriele Abate     | Itália  | 47.42 |
| 6                 | Bernard Dematteis  | Itália  | 47.57 |
| 7                 | Abdulkadir Turk    | Turquia | 48.10 |
| 8                 | Emmanuel Meyssat   | França  | 48.29 |
| 9                 | Javier Crespo      | Espanha | 48.42 |
| 10                | Cristofol Castaner | Espanha | 48.51 |

Equipe 
| Posição           | Equipe  | Pontos |
| ----------------- | ------- | ------ |
| Medalha de ouro   | Itália  | 10     |
| Medalha de prata  | França  | 30     |
| Medalha de bronze | Espanha | 38     |

### Sênior feminino
Individual 
| Posição           | Atleta               | País        | Tempo |
| ----------------- | -------------------- | ----------- | ----- |
| Medalha de ouro   | Marie-L. Dumergues   | França      | 39.13 |
| Medalha de prata  | Valentina Belotti    | Itália      | 39.29 |
| Medalha de bronze | Elena Nagovitsyna    | Rússia      | 39.44 |
| 4                 | Antonella Confortola | Itália      | 40.11 |
| 5                 | Lucija Krkoc         | Eslovênia   | 40.17 |
| 6                 | Cristina Scolari     | Itália      | 40.33 |
| 7                 | Milka Mihaylova      | Bulgária    | 40.36 |
| 8                 | Carla Martinho       | Portugal    | 40.56 |
| 9                 | Mateja Kosovelj      | Eslovênia   | 41.04 |
| 10                | Victoria Wilkinson   | Reino Unido | 41.10 |

Equipe 
| Posição           | Equipe | Pontos |
| ----------------- | ------ | ------ |
| Medalha de ouro   | Itália | 12     |
| Medalha de prata  | França | 37     |
| Medalha de bronze | Rússia | 39     |

### Júnior masculino
Individual 
| Posição           | Atleta                | País        | Tempo |
| ----------------- | --------------------- | ----------- | ----- |
| Medalha de ouro   | Huseyin Pak           | Turquia     | 35.16 |
| Medalha de prata  | Sebahattin Yildirimci | Turquia     | 35.43 |
| Medalha de bronze | Jente Joly            | Bélgica     | 36.10 |
| 4                 | Paolo Ruatti          | Itália      | 36.18 |
| 5                 | Andrea Debiasi        | Itália      | 36.26 |
| 6                 | Robbie Simpson        | Reino Unido | 36.36 |
| 7                 | Andrey Rusakov        | Rússia      | 36.54 |
| 8                 | Sonmez Dag            | Turquia     | 36.59 |
| 9                 | Emmet Jennings        | Irlanda     | 37.18 |
| 10                | Fabian Alraun         | Alemanha    | 37.23 |

Equipe 
| Posição           | Equipe      | Pontos |
| ----------------- | ----------- | ------ |
| Medalha de ouro   | Turquia     | 11     |
| Medalha de prata  | Itália      | 34     |
| Medalha de bronze | Reino Unido | 35     |

### Júnior feminino
Individual 
| Posição           | Atleta               | País        | Tempo |
| ----------------- | -------------------- | ----------- | ----- |
| Medalha de ouro   | Denisa Dragomir      | Roménia     | 18.28 |
| Medalha de prata  | Yagmur Tarhan        | Turquia     | 19.13 |
| Medalha de bronze | Anastasia Mikhaylova | Rússia      | 19.25 |
| 4                 | Burcu Dag            | Turquia     | 19.35 |
| 5                 | Letizia Titon        | Itália      | 19.36 |
| 6                 | Catriona Buchanan    | Reino Unido | 19.36 |
| 7                 | Faina Ovsyannikova   | Rússia      | 19.44 |
| 8                 | Kaja Obidic          | Eslovênia   | 19.53 |
| 9                 | Eytemis Sevilay      | Turquia     | 19.56 |
| 10                | Mabel Tirinzoni      | Itália      | 20.16 |

Equipe 
| Posição           | Equipe  | Pontos |
| ----------------- | ------- | ------ |
| Medalha de ouro   | Turquia | 6      |
| Medalha de prata  | Rússia  | 10     |
| Medalha de bronze | Roménia | 12     |

## Quadro de medalhas
| Ordem | País     | Medalha de ouro | Medalha de prata | Medalha de bronze | Total |
| ----- | -------- | --------------- | ---------------- | ----------------- | ----- |
| 1     | Turquia  | 4               | 2                | 0                 | 6     |
| 2     | Itália   | 2               | 3                | 1                 | 6     |
| 3     | França   | 1               | 2                | 0                 | 3     |
| 4     | Roménia  | 1               | 0                | 1                 | 2     |
| 5     | Rússia   | 0               | 1                | 3                 | 4     |
| 6     | Bélgica  | 0               | 0                | 1                 | 1     |
| 6     | Espanha  | 0               | 0                | 1                 | 1     |
| 6     | Alemanha | 0               | 0                | 1                 | 1     |